# Međunarodni dan glazbe
Međunarodni dan glazbe obilježava se 1. listopada. Godine 1975. odredio ga je UNESCO kako bi se toga dana slavili različiti glazbeni izričaji i širila svijest o važnosti glazbe diljem svijeta. Tim se danom odaje počast glazbenicima i različitim glazbenim stilovima zastupljenim u različitim kulturama, a koje povezuje upravo ljubav prema glazbi.

## Povijest
Međunarodni dan glazbe službeno se obilježava od 1. listopada 1975. Svrha mu je zbližavanje svih ljudi umjetnošću, a naročito glazbom, koja simbolizira jednakost jer je zajednička svima.
Premda se taj dan obilježava na različite datume u različitim državama, u svima njima svrha je ista. U određenim se europskim državama slavi 22. studenoga, a u Francuskoj se slavi 21. lipnja.
Yehudi Menuhin iznio je prijedlog o obilježavanju toga dana kako bi se u društvu pridala veća pažnja glazbi i kako bi se time poduprli UNESCO-ovi ideali mira i prijateljstva među narodima. Dan potiče razmjenu iskustava i uvažavanje estetskih vrednota, ali i unapređivanje djelatnosti Međunarodnoga glazbenog vijeća te njegovih međunarodnih članskih organizacija i državnih odbora.